# 隶部
隶部（）は、漢字を部首により分類したグループの一つ。
康熙字典214部首では171番目に置かれる（8画の5番目、戌集の5番目）。

## 概要
「隶」字は「逮」字の本字で、後ろから追いかけて捕まえることを意味する。『説文解字』によると、手を表す「又」（ここでは「ヨ」形に変形している）と「尾」の省略形から構成され、尻尾をつかむことを表している。
偏旁の意符としては追い及ぶことや付き従うことを示しているが、この偏旁をもつ字は多くない。
なお「康」字は楷書において「隶」を含む形となっているが、本来、「庚」と「米」から構成される文字であるので、「隶」とは関係ない。
隶部は上記のような意符を構成要素に持つ漢字を収めている。
なお中国では「隶」字を「隸（隷）」字の簡体字として使っている。
この部首に所属する漢字は、日常の範囲内では「隷（隸）」のみである。ちなみに日常ではまず用いられない漢字まで考えれば、「𨽶」「𨽷」「𨽸」「𨽹」など一定数の漢字がある。

## 部首の通称
- 日本：れいづくり（「隷」字の旁から）
- 韓国：미칠이부（michil yi bu、及ぶ隶部）
- 英米：Radical slave

## 部首字
隶 - 「隶」は使われなくなった字であり、その字音や字義に関する情報は歴代の字書や韻書によりまちまちであった。現在ではおおむね「逮」字や「𨽿」字の本字と考えられているので、タイ (dài) で示されることが多いが、韓国の字書ではイ (yì) という字音表記がなされることが多い。またシ（示に同じ。shì）という音もあったとされる。
- 中古音
  - 集韻 - 待戴切、代韻、去声（『広韻』は羊至の切、イ (yì) という発音であったとする。本の意）
  - 詩韻 - 隊韻、去声
  - 三十六字母 - 定母
- 現代音
  - 普通話 - ピンイン：dài 注音：ㄉㄞˋ ウェード式：tai4
  - 広東語 - Jyutping:dai6 イェール式:dai6
- 日本語 - 音：タイ（漢音） 訓：およぶ
- 朝鮮語 - 音：이(yi)(대(dae)) 訓：미칠（michil、及ぶ・達する）・밑（mit、根本）

## 例字
- 隶
  - 5:𨽶、9:隸（隷8）
  - 粛→聿部